# Raúl Esparza
Raúl Esparza (teljes nevén: Raúl Eduardo Esparza) (Wilmington, Delaware, 1970. október 24. –) kubai származású amerikai színpadi színész

## Életrajz
Esparza családja Kubából menekült az Egyesült Államokba még a '60-as években. Szülei már itt ismerkedtek meg, egyetlen gyermekük, Raúl Wilmingtonban látta meg a napvilágot 1970. október 24-én. A család később Miamiba költözött, Esparza itt végezte középiskolai tanulmányait a Belen Jesuit Preparatory Schoolban. Ekkoriban még jogi pályára készült, de érdekelte a színészet is. Középiskolai spanyoltanárával színjátszókört szervezett az iskolában, ahol játszott és rendezett is. Spanyol nyelvű előadásaikkal nemzetközi fesztiválokon is szerepeltek.
Esparza a középiskola utolsó évében szerencsét próbált egy színházi tehetségkutató programon, ahol ugyan bekerült az utolsó körbe a legjobb 20 közé, ám ott eltanácsolták a pályától, mondván, hogy rendező talán lehet belőle, de színész semmiképp. Legalábbis nem olyan, aki a helyi színházakon kívül máshol is karriert tudna csinálni. Erre az ítéletre a későbbiekben fényesen rácáfolt.
Első profi színházi munkáját 19 évesen kapta Miamiban (Mixed Blessings), ez után döntött úgy, hogy mégis megpróbálkozik komolyan a színészettel.
22 évesen nősült, felesége, Michele Esparza ügyvéd, 2000 óta külön élnek.

## Színház

### 2000 előtt
A New York Universityn tanult színészetet, angol irodalmat és pszichológiát. A főiskola után egyik tanára tanácsára neves chicagói prózai társulatoknál (Goodman illetve Steppenwolf) kezdte színészi pályafutását. Itt figyelt fel rá későbbi menedzsere, Elin Flack, illetve az egyik legkeresettebb New York-i casting director, Bernie Telsey, akik már ekkor szorgalmazták, hogy amint lehet, menjen át a Broadwayre. New York előtt azonban bemelegítésképpen még jött egy nagy lehetőség: hétfordulós meghallgatás végén megkapta az Evita 1999-es amerikai turnéjában Che szerepét. Jó tapasztalatszerzés volt ez a Broadway előtt, hiszen ez alatt az egy év alatt megtanulta, milyen megterhelést jelent heti 7-8 alkalommal eljátszani egy musical főszerepét.

### 2000 után
Az Evita-turné végeztével New Yorkba költözött, és elkezdett meghallgatásokra járni. Hamarosan meg is kapta első New York-i szerepét: ő lett a Rocky Horror Show Riff-Raffje. Kezdőként olyan musical-sztárok mellett kellett bizonyítania estéről estére, mint Daphne Rubin-Vega (Rent) vagy Alice Ripley (Side Show).
2001-ben otthagyta a sikerrel futó Broadway-musicalt, hogy eljátszhassa az off-Broadwayn Jonathan Larson (Rent) önéletrajzi musicalének (tick, tick… BOOM!) főszerepét.
2001 ősze újabb nagy szerepet hozott számára: felajánlották neki az éppen futó, Sam Mendes (Amerikai szépség) rendezésében bemutatott Kabaré konferansziéjának szerepét. Közel fél éves kihagyással 2002 végéig játszott a Kabaréban. A fél éves szünet oka egy különleges színházi esemény volt. Washingtonban egy hat hónapos fesztivált szerveztek Stephen Sondheim tiszteletére, melynek során a szerző művei közül hatot állítottak színpadra és játszottak folyamatosan fél évig. Esparza egyedülálló módon két musical főszerepét is megkapta: a Sunday In The Park With George-ban a címszerepet, a Merrily We Roll Alongban Charley szerepét játszotta óriási sikerrel.
A 2003-as év két rövidebb játszási sorozattal és egy nagy bemutatóval telt. Először egy prózai szerep következett az off-Broadwayn (Comedians, Gethin Price), majd egy zenés – ezúttal vidéken, Pennsylvaniában (Green Violin, Mikhoels). Ősszel pedig jöhetett a nagy bemutató: Boy George önéletrajzi musicale, a Taboo, amelyben a narrátort, Philip Sallont alakította. A darab ugyan érdekes körülmények között megbukott, Philip Sallon szerepe azonban kritikai elismerést és Drama Desk díjat hozott Esparza számára.
2004-ben ismét az off-Broadway és egy prózai szerep következett. Larry Kramernek az AIDS-krízisről szóló drámájában (The Normal Heart) játszotta Ned Weeks szerepét egy színészlegenda, Joanna Gleason oldalán.
Eddigi szerepeit látva meglepő döntésnek tűnhetett, amikor 2005-ben elvállalta a Chitty Chitty Bang Bang című filmből készült családi mese-musical főszerepét. A darab egy évig ment a Broadwayn, de pénzügyileg nem váltotta be a hozzá fűzött reményeket – és Esparza reményeit sem, aki csak kitérőnek tekintette a Chitty-t az egyszerűbb, könnyedebb szerepek világába.
A következő év eleje ismét egy rövid kitérővel indult: Esparza eddigi egyetlen filmszerepét hozta Sidney Lumet Find Me Guilty (Védd Magad) című maffia-filmjében.
2006 áprilisában egy igen különleges feladat miatt hagyta el ismét New Yorkot. A Cincinnati Playhouse In The Park meghívására a 2006-os év Tony-díjas rendezője, John Doyle állította színpadra Ohio állam fővárosában Stephen Sondheim Company című musicalét. Az előadás különlegessége az azóta már fogalommá vált, Doyle által kitalált színész-zenész koncepció, ami gyakorlatilag azt jelenti, hogy a színészek saját magukat kísérik hangszeren, és nincs külön zenekar. Az egy hónapos cincinnati sorozat akkora sikert hozott, hogy a producerek úgy döntöttek, átviszik az előadást Broadwayre is. A 2006 novemberében megtartott premier Esparza talán eddigi legnagyobb szakmai sikerét hozta. Az előadás hanganyaga megjelent cd formájában, sőt az amerikai PBS tv-csatorna hamarosan műsorára tűzi a júliusban rögzített előadást. Esparza szempontjából az év egyetlen kudarcának a Tony-díj elvesztése tekinthető. A júliusi díjkiosztó legnagyobb meglepetése volt, hogy nem neki, hanem a tv-sorozatokból is ismert David Hyde Pierce-nek (Frasier) adták a díjat.
Esparzát 2007 őszétől újra prózai szerepben láthatja a közönség, Harold Pinter The Homecoming (Hazatérők) című darabjának Broadway-felújításában az egyik testvért, Lennyt játssza.

## Főbb szerepei
| darab                                          | hely                                      | év        |
| ---------------------------------------------- | ----------------------------------------- | --------- |
| The Homecoming – Lenny                         | Cort Theatre (Broadway)                   | 2007–2008 |
| Pushing Daisies – Alfredo                      | sorozat                                   | 2007      |
| Company – Robert                               | Ethel Barrymore Theatre (Broadway)        | 2006–2007 |
| Company – Robert                               | Cincinnati Playhouse In The Park          | 2006      |
| Find Me Guilty – Tony Campagna                 | film                                      | 2006      |
| Chitty, Chitty, Bang, Bang – Caractacus Potts  | Hilton Theatre (Broadway)                 | 2005      |
| The Normal Heart – Ned Weeks                   | Joseph Papp Public Theater (off-Broadway) | 2004      |
| Taboo – Philip Sallon                          | Plymouth Theatre (Broadway)               | 2003–2004 |
| Green Violin – Mikhoels                        | Prince Music Theatre (Pennsylvania)       | 2003      |
| Comedians – Gethin Price                       | Samuel Beckett Theatre (off-Broadway)     | 2003      |
| Merrily We Roll Along – Charley Kringas        | Kennedy Center (Washington)               | 2002      |
| Sunday In The Park With George – George        | Kennedy Center (Washington)               | 2002      |
| Cabaret – Emcee                                | Studio 54 (Broadway)                      | 2001–2002 |
| tick, tick… BOOM! – Jon                        | Jane Street Theatre (off-Broadway)        | 2001      |
| The Rocky Horror Show – Riff-Raff              | Circle in the Square (Broadway)           | 2000–2001 |
| Evita – Che                                    | turné                                     | 1999      |
| Arcadia – Septimus                             | Meadowbrook Theatre (Michigan)            | 1997      |
| The Washington-Sarajevo Talks – Vlado Azinovic | Meadowbrook Theatre (Michigan)            | 1997      |
| Grease – Danny Zuko                            | Chicago                                   |           |

## Koncertek
New Yorkban szinte egymást érik a különböző nyilvános musical-koncertek, ezeknek Esparza is rendszeres vendége.
"A lehető legjobb akarok lenni minden alkalommal, amikor felmegyek a színpadra. Nem tudom, hogyan kell 200%-nál kevesebbet nyújtani."
"Szeretem az egyediséget. Hogy senki nem viselkedik így a valós életben? De ez nem az élet! Ez színház!"
"Imádkozni szoktam, mielőtt felmegyek a színpadra. Nem azért, mert oltalomra van szükségem, hanem mert meg akarom köszönni."
Nevezetesebb fellépések:
- Actor's Fund[15] koncertek
  - Chess (2003)
  - Hair (2004)
- Miscast
- Broadway On Broadway[16]
- Broadway In Bryant Park[17]
- Broadway Under The Stars[18]
- Brilliant Mistake: the Music of Elvis Costello (2004)

## Felvételek

### Hangfelvételek
- The Rocky Horror Show (Riff-Raff) – New Broadway Cast (2001)
- tick, tick… BOOM! (Jon) – Original off-Broadway Cast (2001)
- Taboo (Philip Sallon) – Original Broadway Cast (2004)
- Company (Robert) – 2006 Broadway Revival Cast (2007)
- Carols for a Cure – karácsonyi válogatás Broadway-sztárokkal (2003)
- Hair – Actors' Fund BCEFA koncert (2004)
- Carols for a Cure – karácsonyi válogatás Broadway-sztárokkal (2006)

### Dvd-felvételek
- Seth's Broadway Chatterbox – beszélgetés (2001)
- Seth's Broadway Chatterbox – beszélgetés (2004)
- Show Business: The Road To Broadway – dokumentumfilm (2007)

előkészületben: Company – színházi felvétel (2007)

## Díjak, jelölések
Róla írták:
"Talán még korai legendásnak nevezni ezt a színészt? Rövid, mindössze hatéves Broadway-karrier során elragadtatott kritikákat és híveket szerzett. Ezekhez egy izzó, nagyon különleges tehetség járul, amilyet talán Bernadette Peters óta nem láthattunk."
"Ez a színész egyszerűen megdöbbentő. A komédiától Lear királyig nincs olyan, amit ne tudna megcsinálni."
"Ő az a fajta nagylelkű géniusz, akinek égető lelki szükséglete a színpad, és emiatt minden fellépése – még ha rövid is – olyan, amit szeretni kell."
"Amikor ez a színész Sondheimet énekel, akkor Sondheim-specialista. Ha rockzenét énekel, akkor meg úgy szól a hangja, mint egy rocksztáré."
"Esparza színpadi energiája mindent elhomályosít maga körül."
"Riff vezeti a társulatot a nagy táncos szám, a Time Warp alatt. Amikor Raúl Esparza teszi ezt, nem túlzás azt mondani, hogy a pokol összes hasadékai megnyílnak."
"Felejthetetlen a jelenléte. A hangjával megalapozhatja a musical-karrierjét, ugyanakkor kivételes képességű színész is."
"Bárki, aki valaha szerette volna tudni, hogyan születik egy Broadway-sztár, most megnézheti, mert pontosan ez történik Raúl E. Esparzával."
"Raúl Esparza mint kegyetlenül keserű komikus kitörölhetetlenül maradandó alakítást nyújt, az egyik legtökéletesebbet, amit életemben láttam."
"Esparza botrányos Philip Sallon-ja szolgál narrátorként és fesztelen kommentárként. Esparza kis híján ellopja a showt."
"A Taboo-ban, a kudarcra ítélt Boy George musicalben feltűnő volt, hogy ő az, aki ragyog a katasztrófa kellős közepén. A Times radioaktívnak nevezte."
"Raúl Esparza ismét igazolta, hogy az egyik legjobb és legsokoldalúbb színészünk."
Tony Award
- Taboo (2004) – legjobb férfi mellékszereplő musicalben JELÖLÉS
- Company (2007) – legjobb musical-főszereplő JELÖLÉS

Drama Desk Award
- tick, tick… BOOM! (2001) – legjobb musical-főszereplő JELÖLÉS
- Taboo (2004) – legjobb férfi mellékszereplő musicalben
- Company (2007) – legjobb musical-főszereplő

Drama League Award
- tick, tick… BOOM! (2001) – legjobb színészi teljesítmény JELÖLÉS
- Comedians (2003) – legjobb színészi teljesítmény JELÖLÉS
- Taboo (2004) – legjobb színészi teljesítmény JELÖLÉS
- The Normal Heart (2004) – legjobb színészi teljesítmény JELÖLÉS
- Company (2007) – legjobb színészi teljesítmény JELÖLÉS

Outer Critics Circle Award
- Chitty, Chitty, Bang, Bang (2005) – legjobb musical-színész JELÖLÉS
- Company (2007) – legjobb musical-színész

Village Voice Obie Award
- tick, tick… BOOM! (2001) – legjobb színészi teljesítmény

Theatre World Award
- The Rocky Horror Show (2000) – legjobb Broadway-debütálás

broadway.com közönségdíj
- tick, tick… BOOM! (2001) – legjobb színészi teljesítmény
- Cabaret (2001) – legjobb váltó (replacement)

Enquirer Acclaim Awards
- Company (2006) – legjobb színész

Cincinnati Entertainment Awards
- Company (2006) – legjobb meghívott színész

Ditroit Free Press Award
- What the Butler Saw (1998) legjobb színész

Joseph Jefferson Award
- Evita (1999) – legjobb musical-színész JELÖLÉS

Helen Hayes Award
- Sunday In The Park With George (2002) – legjobb musical-főszereplő JELÖLÉS

Barrymore Award
- Green Violin (2003)